# Home staging
Home staging – przygotowanie nieruchomości do sprzedaży bądź do wynajmu. Celem home stagingu jest atrakcyjne zaaranżowanie wnętrza, które ma podkreślić jego charakter oraz zainteresować jak największą liczbę oglądających nieruchomość i przyspieszyć sprzedaż lub wynajem za możliwie najwyższą cenę. Techniki home stagingu opierają się na marketingu. Ich zastosowanie zmienia charakter nieruchomości z „do mieszkania” na „do sprzedania”. Nieruchomość przygotowana do sprzedaży (wynajmu) staje się produktem atrakcyjnym dla nabywców. Badania na rynku amerykańskim wskazują skuteczność w skróceniu czasu sprzedaży (przeciętnie o 40%), a także w zwiększeniu realnej wartości nieruchomości (z badań Barbary Schwarz, światowej pionierki home stagingu po jego zastosowaniu oferowana cena zakupu rośnie przeciętnie o 10%). Jednym z podstawowych założeń home stagingu jest działanie niskokosztowe.
Home staging jest potrzebny szczególnie w nieruchomościach, gdzie przychodzi wielu potencjalnych kupujących i żaden nie decyduje się na zakup. Oznacza to, że zachęciła ich oferta i dobra cena, jednak zniechęca sama nieruchomość.

## Historia

### USA
W Stanach Zjednoczonych pośrednicy w obrocie nieruchomościami korzystają z home stagingu jako jednego z narzędzi marketingowych już od 1972 roku. Prawdopodobnie pierwszą osobą, która zawodowo zajęła się home stagingiem była Barbara Schwarz, wcześniej właścicielka firmy projektującej wnętrza. Aktualnie większość nieruchomości wystawianych na sprzedaż w USA jest przygotowywanych przez profesjonalnych home stagerów lub przeszkolonych pośredników nieruchomości.

### Wielka Brytania
W Wielkiej Brytanii, home staging, czasem znany też pod określeniami property presentation lub property styling, zyskał na popularności dzięki programowi „House Doctor” prowadzonym przez Ann Maurice, emitowanym na kanale Five.

### Polska
Home staging staje się coraz bardziej popularnym zjawiskiem dla właścicieli oferujących do sprzedaży lub wynajmu swoje mieszkania. Jest także coraz bardziej popularny pośród osób, które chcą zdobyć dodatkowe kwalifikacje lub nowy wolny zawód „homestager”, czyli specjalista od przygotowywania nieruchomości do transakcji.

## Techniki
Dobre pierwsze wrażenie to podstawowy cel home stagingu.
Aby zrozumieć istotę home stagingu, oferujący nieruchomość powinien postawić się w roli potencjalnego klienta. Wtedy trywialne techniki jak posprzątanie nieruchomości, umycie okien, zmycie talerzy w zlewie czy umycie łazienki staną się oczywistością. Kolejnymi krokami jest zadbanie o układ pomieszczeń, zapach w nieruchomości czy muzykę.
Wszelkiego rodzaju przedmioty personalizujące mieszkanie powinny być usunięte na czas sprzedaży. Dotyczy to zarówno zdjęć, nagród, plakatów, jak również ubrań, pamiątek czy specyficznych elementów dekoracji.

## Z czego składa się Home Staging?[1]
1. Konsultacja
2. Identyfikacja klienta docelowego
3. Kalkulacje
4. Odgracanie
5. Depersonalizacja
6. Naprawy i odświeżanie nieruchomości
7. Organizacja zamówień i transportu
8. Stylizacja i Dekoracje
9. Sprzątanie
10. Marketing
11. Neutralizacja[2]